# 須山計一
須山 計一（すやま けいいち、男性、1905年7月17日 - 1975年4月17日）は、漫画家、洋画家、美術評論家、漫画評論家、社会運動家。昭和初期のプロレタリア美術運動に参加。生前、日本における漫画評論の第一人者として知られた。生前は一水会、草炎会および日本美術会会員。別名義は宇野圭。
明治38年（1905年）、長野県下伊那郡鼎村（鼎町を経て、現・飯田市）に生まれる。旧制飯田中学（長野県飯田高等学校）を経て、昭和5年（1930年）、東京美術学校西洋画科卒業。『文章倶楽部』（新潮社）、『戦旗』（戦旗社）などに漫画を執筆。『無産者新聞』に漫画「アジ太プロ吉」を連載。
昭和6年、日本プロレタリア美術家同盟の中央委員および書記長に就任。昭和8年、治安維持法違反で検挙・起訴され、懲役3年執行猶予5年の判決を受ける。
昭和16年から一水会に油絵を出品。21年に会員となる。
石井柏亭と親交があり、戦時中は信越国境の野尻湖畔にある石井の別荘に疎開していた。
昭和50年（1975年）4月17日午後1時58分、脳出血のため東京都世田谷区奥沢の大脇病院で死去。

## 著書
- 現代世界漫画集（1936年・日本漫画研究会）
- 漫画投書の手引（1936年・日本漫画研究会）
- 漫画の技法（1950年・ 泰山堂）
- ドオミエ（1953年・青木書店）
- 世界の漫画 あぷれ・にっぽん（1954年・アソカ書房）
- 漫画の歴史（1956年・美術出版社）
- 漫画100年（1956年・鱒書房）
- 日本の戯画 諷刺と抵抗の精神（1960年・社会思想研究会出版部）
- 日本漫画100年 西洋ポンチからSFまで（1968年・芳賀書店）
- 抵抗の画家 世界の美術ヒューマニスト33人（1970年・造形社）
- 漫画博物誌 世界編（1972年・番町書房）